# Botești (okręg Neamț)
Botești – wieś w Rumunii, w okręgu Neamț, w gminie Botești. W 2011 roku liczyła 487 mieszkańców.